# Maske: Thaery
Maske: Thaery è un romanzo di fantascienza del 1976 dello scrittore statunitense Jack Vance.

## Trama
All'altro capo della Galassia, si trova la Stella Mora: attorno ad essa ruota il pianeta Maske abitato dai discendenti di una setta di profughi religiosi, giunti su 14 navi spaziali. Occuparono un continente, lo chiamarono Thaery, e lo divisero in dodici distretti esiliando gli uomini della tredicesima nave nel Glentin, una rocciosa penisola sassosa. Gli occupanti della quattordicesima nave si stabilirono in un'altra zona, il Wellas. Nei secoli successivi il Glentlin fu sottomesso e divenne il tredicesimo distretto di Thaery, ma i suoi abitanti vennero comunque considerati zotici e rozzi. Si cercò di mantenere la purezza religiosa, vietando tutti i viaggi spaziali verso altri mondi. 
Il protagonista, Jubal Droad, passa la sua giovinezza nel Glentlin e quando arriva la maggiore età lascia la dimora per intraprendere il tradizionale rito di passaggio all'età adulta, girovagando per le terre e rendendosi utile in varie attività. Un giorno recluta tre operai e trascorre diverse settimane nella riparazione di un sentiero ma, un arrogante nobiluomo, che ignora i suoi avvisi di non utilizzare il percorso, causa il crollo del sentiero e ferisce gravemente Jubal. 
Quando si riprende, suo zio Vaidro gli dà una lettera di presentazione per Nai degli Hever, uno degli uomini più potenti della Thaery. Arriva nella città di Wysrod e incontra Mieltrude figlia di Nai e la sua amica Mircea Sune. Si fa accompagnare da loro nell'edificio del Consiglio dove è in corso l'esame per la nomina al posto vacante per l'alta carica di Servitore di Ramus Ymph. Jubal riconosce in Ramus l'uomo che lo ha ferito gravemente. Durante una pausa, informa Nai degli Hever, il servo senior, di alcuni fatti che ha dedotto su Ramus: è volato fuori da Maske, violando le leggi del Thaery. Nai degli Hever fa respingere la candidatura di Ramus.
Grazie alla lettera di Vaidro, Nai degli Hever offre a Jubal una posizione apparentemente umile come ispettore sanitario. Jubal accetta a malincuore ma apprende, durante la sua formazione, che è involontariamente diventato un agente segreto. Nai degli Hever è in realtà il capo dei servizi segreti di Thaery e lo zio di Jubal, Vaidro, ha lavorato con lui prima di ritirarsi. 
Ramus Ymph cerca vendetta ed usa un mandato per severe punizioni fisiche da infliggere a Jubal, a firma di Mieltrude, la sua fidanzata. Jubal riesce a sfuggire dai Punitori con l'assistenza di Shrack, un marinaio che ha conosciuto in una taverna, e si procura a sua volta un mandato contro Mieltrude. Dopo un confronto con Nai degli Hever, il mandato contro Mieltrude è annullato. 
Il primo incarico affidato a Jubal è quello di scoprire cosa stia tramando Ramus. Egli lo segue come turista sul pianeta Eiselbar e lì apprende che Ramus sta cercando di raccogliere abbastanza denaro per l'acquisto di uno yacht spaziale. 
Tornato su Maske, Jubal deve tornare a casa perché Cadmo, fratello illegittimo di Jubal, ha ucciso Trewe, il loro fratello e capo del clan, affermando di essere stato derubato del suo posto legittimo. Jubal raccoglie il clan, è assalito da Cadmo e, con l'aiuto dello zio Vaidro, lo uccide.  Con Cadmo c'è anche un uomo mascherato, che riesce a fuggire: Jubal è certo che si tratti di Ramus. Torna quindi a Wysrod e racconta tutto a Nai degli Hever, ma questi, senza prove, non è disposto ad agire contro la potente famiglia degli Ymphs. In realtà, Jubal deduce che lui è diventato motivo di imbarazzo per il suo superiore. 
Tuttavia, Jubal indaga per conto suo e scopre che Ramus sta navigando attraverso l'oceano verso il Wellas.  Nai non dimostra interesse per questo e Jubal è costretto ad usare la propria iniziativa. Egli decide di inseguire Ramus sulla nave di Shrack. Jubal prende in custodia Mieltrude, usando il suo mandato, e la porta con sé. Durante il viaggio, il loro disprezzo reciproco comincia a indebolirsi.  Mieltrude informa Jubal che il suo fidanzamento con Ramus era organizzato per la investigazione del padre su Ramus e che la firma di Mieltrude sul mandato contro di lui era stata falsificata da Sune. 
Quando arrivano nel Wellas, Jubal scopre che Ramus sta trattando con il capo locale (Minie) l'uso delle loro terre in cambio di un particolare cibo per loro necessario. Il Minie permette che Jubal, come Wael interroghi Ramus. Jubal riesce a far parlare Ramus il cui scopo è riuscire, con i suoi soci di Eiselbar, a costruire grandi località turistiche, anche nel Glentlin, sulle terre del clan di Jubal, in accordo con Cadmo. I Waels sono molto turbati dalla rivelazione: agiscono in modo misterioso su Ramus che diviene muto e stranamente sommesso. Insistono sul fatto che Jubal riparta subito con la nave di Shrack e porti con loro Ramus. Durante il viaggio di ritorno, con sgomento degli altri, Ramus comincia a mutare la sua pelle con corteccia e germogli di foglie. Quando raggiungono Wysrod, Ramus scappa dalla nave, infila i piedi nel terreno, alza le braccia, ed a tutti gli effetti, diviene un albero. 
Infine, Nai degli Hever chiede alla figlia la sua opinione su Jubal e lei ammette che non è sgradevole, per essere un Glint.

## Personaggi
- Jubal Droad, giovane uomo Glint determinato
- Trewe Droad, fratello maggiore di Jubal e capo del clan Droad
- Cadmo Droad, fratello illegittimo di Jubal e Trewe
- Vaidro Droad, zio di Jubal
- Ramus Ymph, nobile Thariot arrogante e ambizioso
- Nai degli Hever, Thariot di mezza età di alto rango, consigliere
- Mieltrude, figlia di Nai degli Hever e fidanzata di Ramus Ymph
- Sune Mircea, amica di Mieltrude
- Shrack, marinaio conosciuto da Jubal in una taverna
- Il Minie, leader dei Waels